# 55 Cancri d
55 Cancri d, chiamato anche Lipperhey, è un pianeta extrasolare su un'orbita di lungo periodo attorno alla stella 55 Cancri; situato ad una distanza dalla sua stella simile a quella di Giove dal Sole, è il quinto e più esterno pianeta conosciuto di questo sistema planetario. 55 Cancri d fu scoperto nel 2002.

## Scoperta
Come la gran parte dei pianeti extrasolari noti, 55 Cancri d fu individuato con lo studio dei cambiamenti della velocità radiale della sua stella, attraverso misure sensibili dell'effetto Doppler dello spettro stellare. All'epoca della scoperta, era già noto il pianeta 55 Cancri b. Nel 2002, ulteriori misurazioni rivelarono la presenza di un pianeta con un'orbita di lungo periodo a circa 5 UA dalla stella, pianeta che in seguito venne battezzato con la sigla 55 Cancri d. Le stesse misurazioni indicarono anche la presenza di un altro pianeta interno, catalogato come 55 Cancri c.

## Orbita e massa
Quando 55 Cancri d fu scoperto, si pensava che la sua orbita fosse a bassa eccentricità, simile dunque a quella di Giove, dato che gli elementi orbitali non erano stati ben determinati. Successive osservazioni della stella rivelarono invece che il pianeta ha un'orbita fortemente eccentrica, più di ogni altro pianeta del Sistema solare, incluso Plutone.
Il limite del metodo della velocità radiale è che fornisce solo una stima di massa inferiore di quella reale; nel caso di 55 Cancri d, questa stima era di 4 masse gioviane. Nel 2004, le misure astrometriche ottenute col Telescopio spaziale Hubble suggerirono che l'orbita del pianeta fosse inclinata di 53° rispetto al piano celeste; se queste misure sono corrette, significa che la massa reale del pianeta è di circa il 25% superiore del limite inferiore calcolato, ossia pari a circa 4,9 masse gioviane.

## Caratteristiche
Data l'elevata massa del pianeta, potrebbe essere che il pianeta sia un gigante gassoso con superficie non solida. Sin da quando il pianeta è stato identificato, parametri come il raggio, la composizione e la temperatura restano sconosciuti. Immaginando che la composizione sia simile a quella di Giove e che la sua atmosfera abbia un buon equilibrio chimico, si potrebbe affermare che 55 Cancri d sia coperto da nubi d'acqua: questo perché all'interno del pianeta non ci sarebbero le condizioni per formare nubi a base di ammoniaca tipiche di Giove. La sua gravità superficiale è probabilmente circa 4 volte quella di Giove, o 10 volte quella della Terra.